# Tumbo Chinal
Tumbo Chinal är en ort i Mexiko.   Den ligger i kommunen Jonuta och delstaten Tabasco, i den sydöstra delen av landet, 800 km öster om huvudstaden Mexico City. Tumbo Chinal ligger 6 meter över havet och antalet invånare är 110.
Terrängen runt Tumbo Chinal är mycket platt. Runt Tumbo Chinal är det glesbefolkat, med 19 invånare per kvadratkilometer. Närmaste större samhälle är Jonuta, 4,3 km norr om Tumbo Chinal. I omgivningarna runt Tumbo Chinal växer i huvudsak städsegrön lövskog.